# Haugenstua (przystanek kolejowy)
Haugenstua – kolejowy przystanek osobowy w Haugenstua, w regionie Oslo w Norwegii, jest oddalony od Oslo Sentralstasjon o 12,09 km. 

## Ruch pasażerski
Leży na linii Hovedbanen. Jest elementem  kolei aglomeracyjnej w Oslo. Przez stację przebiegają pociągi linii 400.  Stacja obsługuje Oslo Sentralstasjon, Drammen, Asker, Lillestrøm i Skøyen.
| Numer | Stacja początkowa | stacja końcowa |
| ----- | ----------------- | -------------- |
| 400   | Drammen           | Lillestrøm     |

Pociągi linii 400 odjeżdżają co pół godziny; na odcinku między Asker a Lysaker jadą trasą Drammenbanen a  między Oslo Sentralstasjon a Lillestrøm jadą trasą Hovedbanen. 

## Obsługa pasażerów
Wiata, poczekalnia, automat biletowy,parking rowerowy, automat z żywnością,ułatwienia dla niepełnosprawnych.. Odprawa podróżnych odbywa się w pociągu.